# الانشیهی، وزیرکوپرو
الانشیهی، وزیرکوپرو (به لاتین: Alanşeyhi, Vezirköprü) یک منطقهٔ مسکونی در ترکیه است که در استان سامسون واقع شده‌است.